# Slip of the Tongue
Slip of the Tongue är det nionde utgivna albumet av det brittiska rockbandet Whitesnake, utgivet 1989. Till detta album hör klassiska låtar som "Fool for Your Loving", "The Deeper the Love" och "Now You're Gone". Både "The Deeper the Love" och "Fool for Your Loving" blev Top 5 i Mainstream Rock Tracks. Skivan har sålt över en miljon kopior (platina).

## Låtlista
1. "Slip of the Tongue" - 5:20
2. "Cheap an' Nasty" - 3:28
3. "Fool for Your Loving" - 4:10
4. "Now You're Gone" - 4:11
5. "Kittens Got Claws" - 5:00
6. "Wings of the Storm" - 5:00
7. "The Deeper the Love" - 4:22
8. "Judgement Day" - 5:15
9. "Slow Poke Music" - 3:59
10. "Sailing Ships" - 6:02